# Le età di Lulù (film)
Le età di Lulù (Las edades de Lulú) è un film del 1990 diretto da Bigas Luna, tratto dall'omonimo romanzo del 1989 di Almudena Grandes.

## Trama
Lulù è una graziosa quindicenne. Si innamora di Pablo, il miglior amico del fratello, di diversi anni più grande di lei. L'uomo, accorgendosi dell'innamoramento della ragazza, la seduce, iniziandola al sesso. Dopo il loro primo incontro e rapporto sessuale, Pablo parte per gli Stati Uniti d'America, dove inizia a lavorare come professore. Al suo ritorno, rivede subito Lulù e, dopo averla sodomizzata, le chiede di sposarlo. In seguito hanno una bambina. Lulù continua ad essere attratta dalle perversioni del marito e questo li porta a coinvolgere nella loro vita privata anche Ely, una transgender (da loro chiamata "travestito") sessualmente disinibita e dall'animo gentile.
Passano gli anni, e una sera Lulù acconsente a farsi bendare da Pablo e a sperimentare da bendata un rapporto a tre, coinvolgendo uno sconosciuto. Quando però le viene tolta la benda, Lulù vede con sgomento che lo sconosciuto con cui sta avendo un rapporto è suo fratello Marcelo; s'arrabbia col marito e lo lascia. Sola, preda di forti stimoli sessuali, Lulù cerca incontri occasionali: si appassiona di film pornografici omosessuali e decide di volerli sperimentare di persona, così in un bar incontra Jimmy, che le permette di assistere e partecipare a un rapporto omosessuale in cambio di denaro.
Per guadagnare i soldi necessari a mantenere questa nuova ossessione, Lulù accetta di partecipare a un incontro sadomaso per il piacere di un cliente. Durante l'incontro però cambia idea e vuole andarsene, ma l'organizzatore glielo impedisce. Ely, che nel frattempo ha avvisato Pablo, interviene per salvarla accorrendo sul luogo dell'incontro ma rimane uccisa nella lotta con Jimmy. Lulù, liberata dalla polizia, incontra il marito, riabbracciandolo.

## Produzione
Stando alle parole di Bigas, il set è stato difficile da gestire: spesso, infatti, il regista è stato costretto a non poter essere presente a causa di gravi problemi familiari.
Inizialmente, il ruolo della protagonista fu proposto a Ángela Molina la quale, poco prima di incominciare le riprese, si ritirò dal progetto. Javier Bardem compare in un ruolo secondario, è una delle sue prime interpretazioni sul grande schermo.
La maggior parte delle scene sono state girate a Madrid.

## Accoglienza

### Critica
Paolo Mereghetti, nel suo dizionario omonimo, giudica il lungometraggio ipocrita, «incapace di leggere l'erotismo femminile». Dello stesso avviso anche Morando Morandini, il quale reputa la pellicola come «fintamente trasgressiva, con qualche immagine indisponente». Maurizio Fantoni Minnella sostiene che Le età di Lulù sia un racconto di formazione sessuale. Traspare, nella prima parte del film, un tono leggiadro, tipico di chi si affaccia per la prima volta al contatto fisico . Nella seconda tranche, invece, la donna scopre la deriva psicopatologica dell'erotismo estremo.

## Riconoscimenti
- 1991 - Premio Goya
  - Migliore attrice non protagonista
  - Candidatura alla Migliore sceneggiatura non originale